# Singularity (canção)
"Singularity" é uma música do grupo sul-coreano BTS, cantada como um solo pelo membro V. Foi lançada em 18 de maio de 2018 no álbum Love Yourself: Tear. Foi escrita por Charlie J. Perry e RM, com Charlie J. Perry sendo o único produtor. A música foi lançada uma segunda vez no álbum de coletânea Love Yourself: Answer em 24 de agosto de 2018.

## Desenvolvimento e lançamento
O videoclipe foi lançado como um teaser para o álbum Love Yourself: Tear. Quando o teaser foi lançado, "Singularity" acumulou mais de dez milhões de visualizações em menos de quinze horas. De acordo com Dictionary.com, as pesquisas pela palavra também aumentaram 7,558%.

## Apresentações
A música foi apresentada no 2018 KBS Song Festival em 29 de dezembro de 2018.

## MV
Gold Bin e Soohyun Nam, escritores da Mnews, descreveram que o cenário do videoclipe era um espaço fechado no qual o membro V se move entre as áreas de luz e de sombra e, mais tarde, uma sala escura cheia de flores. Eles interpretaram que a coreografia "reprimida", apresentada com máscaras brancas, simbolizava que ele ocultou seu verdadeiro eu para alcançar o amor, e as imagens de gelo quebradas indicaram sua percepção de que ele estava agindo de uma forma que não é genuína. Tamar Herman, da Billboard, apontou que ele parecia estar representando o conto grego de Narciso, cujo amor pelo seu próprio reflexo causou sua morte.
Foi revelado que o coreógrafo que fez a dança foi Keone Madrid, que trabalhou com o BTS em várias outras coreografias, como "Dope", "Fire", "Not Today" e "Blood Sweat & Tears". O diretor do videoclipe foi Choi Yongseok, da Lumpens. Os diretores assistentes foram Lee Wonju, Jeong Minje e Park Hyejeong da Lumpens. Outro pessoal importante foi Nam Hyunwoo, da GDW, que foi diretor de fotografia, Song Hyunsuk, da Real Lighting, que foi o supervisor, o editor foi Park Hyejeong, e os diretores de arte foram Park Jinsil e Kim Bona, da MU:E.

## Composição
Musicalmente, a canção tem sido descrita como R&B com toques de neo soul e jazz pela Rolling Stone India. O jornal Burlington County Times descreveu-a como música com "uma batida relaxante complementada pela voz de mel de V", que "fica melhor a cada escuta". Está na tonalidade de Dó menor e tem 104 batidas por minuto.
Em uma entrevista com a Billboard o compositor Charlie J. Perry lembrou que a música começou como um poema e foi construída a partir dali. Eles queriam que a música tivesse uma vibe do tipo Daniel Caesar/D'Angelo na realeza do neo-soul. De acordo com a MTV News, a música é sobre V "questionando a máscara que ele usa para esconder seus verdadeiros sentimentos, [perguntando a si mesmo], 'Eu me perdi ou ganhei você?'"

## Recepção
No geral, a música foi bem recebida com Alexis Pedridis, do The Guardian, dizendo que a canção foi "abençoada e particularmente assombrosa, lançando seu som em algum lugar entre o soul vintage dos anos 70 e um R&B lento e mais moderno". A revista IZM declarou que a música adicionou uma voz distinta de neo soul ao álbum e a Spin disse que V forneceu uma confiança silenciosa ao definir o tom ao álbum. A Pitchfork chamou "Singularity" de "a tese do álbum". Em um post de algum blog, a jornalista Monique Jones descreveu "Singularity" como "puro R&B" e "uma música feita sob medida para a voz de Taehyung".
A canção foi classificada em 13º lugar de vendas digitais nos Estados Unidos depois de seu lançamento e vendeu mais de 10.000 cópias.

## Aclamação
| Crítico/Publicador | List                            | Rank | Ref.   |
| ------------------ | ------------------------------- | ---- | ------ |
| Los Angeles Times  | Best of 2018                    | 4    | [ 20 ] |
| KultScene          | Best K-Pop Music Videos of 2018 | —    | [ 21 ] |
| The New York Times | The 65 Best Songs of 2018       | 20   | [ 22 ] |
| SBS                | Top 100 Asian pop songs of 2018 | 24   | [ 23 ] |

## Créditos
Os créditos da música são adaptados das notas do álbum Love Yourself: Answer.
- Charlie J. Perry - Produtor, Teclado, Baixo
- RM - Produtor
- Pdogg - Arranjo do Vocal, Engenheiro de Gravação @ Dogg Bounce
- Slow Rabbit - Arranjo do Vocal, Engenheiro de Gravação @ Carrot Express
- ADORA - Edição Digital
- Hiss noise - Edição Digital
- Yang Ga - Engenheiro de Mixagem @ Big Hit Studio